# Iglesia y museo ortodoxo griego de Miskolc
La Iglesia y museo ortodoxo griego de Miskolc (húngaro: Szentháromság Görögkeleti Ortodox Templom és Egyházi Múzeum), llamado oficialmente Iglesia Ortodoxa Griega de la Santísima Trinidad y su Museo Litúrgico se encuentran ubicados en el centro de Miskolc, en Hungría.

## Historia

### Siglos XVIII  y XIX
La iglesia fue construida entre 1785 y 1806 en estilo Zopf (posteriormente parte del rococó). Su mobiliario también es de estilo Zopf, de finales del siglo XVIII. Está catalogada por las autoridades húngaras como monumento histórico. La iglesia alberga un iconostasio de 16 metros de altura con 88 imágenes de la vida de Jesús. El iconostasio barroco fue tallado en el taller de Miklós Jankovits de Eger; las imágenes (excepto cuatro) fueron pintadas por Anton Kuchelmeister de Viena. La copia del Icono de Akhtyrka de la Madre de Dios fue un regalo de la emperatriz Catalina II de Rusia, durante su visita a la ciudad.
A principios del siglo XVIII, los creyentes ortodoxos locales contaban con una pequeña capilla, conocida como la Capilla de San Naum, ubicada en la actual calle Széchenyi. En la segunda mitad de ese siglo, se tomó la decisión de construir una nueva iglesia. Aunque inicialmente se contempló un diseño imponente con una cúpula bulbosa, elaborado por Johannes Michart, este proyecto encontró resistencia por parte de los líderes locales, predominantemente protestantes, y de quienes preferían estilos artísticos más tradicionales. Como resultado, se optó por la propuesta del arquitecto Johann Michael Schajdlet. La distribución del interior de la iglesia se organiza en tres secciones: vestíbulo, naos y santuario.
Junto a la iglesia fueron construidos una escuela orientada a la ortodoxia bizantina (1805), un hospital y una casa parroquial. El cementerio también sirvió como lugar de enterramiento bajo la tradición ortodoxa; varias de las lápidas de mármol aún se conservan allí.

### Museo Litúrgico Ortodoxo de Hungría
El Museo Litúrgico Ortodoxo de Hungría alberga la colección litúrgica ortodoxa más rica de todo el país. El museo se inauguró en el edificio de la antigua escuela en 1988. Su exposición permanente muestra la historia y el arte de la Iglesia Ortodoxa y sus escuelas. La primera sala se asemeja a una capilla, evocando el ambiente de las capillas griegas donde los creyentes rezaban antes de la construcción de las grandes iglesias barrocas. En la segunda sala, los visitantes pueden admirar trabajos de orfebrería y vestimentas litúrgicas, mientras que en la tercera sala, se exhibe la colección de iconos.